# Steve Clark (chitarrista)
Stephen Maynard Clark, detto Steve (Sheffield, 23 aprile 1960 – Londra, 8 gennaio 1991), è stato un chitarrista e compositore britannico.
Fu il chitarrista solista e il principale autore di canzoni per l'hard rock band inglese Def Leppard, fino al 1991, quando morì per avvelenamento da alcol.

## Biografia

### Infanzia e adolescenza
Steve nacque a Hillsborough, sobborgo nordoccidentale di Sheffield, figlio primogenito di Barry e Beryl Clark. L'interesse nei confronti della musica si manifestò fin dalla più tenera età: a sei anni, fu accompagnato dalla madre ad un concerto dei The Shadows, mentre a undici chiese e ottenne dal padre la sua prima chitarra, dietro la promessa che si sarebbe impegnato per imparare a suonarla.
Ammaliato dallo stile e dalle sonorità di Jimmy Page, storico chitarrista dei Led Zeppelin, si narra che Steve avesse tratto dall'ascolto della canzone How Many More Times la ferma decisione di proseguire nella propria carriera musicale. Presto la chitarra classica venne rimpiazzata da un'elettrica, più consona alle ambizioni del giovane, e Steve lavorò sulla propria tecnica studiando nota per nota i classici dei Led Zeppelin.

### Carriera
Prima di unirsi ai Def Leppard nel 1978, Steve fece esperienza in una cover band di Sheffield chiamata Electric Chicken: fu in occasione di un concerto dei Judas Priest che, incontrando l'amico Pete Willis, chitarrista e membro fondatore dei Def Leppard, riuscì ad ottenere un'audizione con il gruppo. Qualche giorno dopo, alla vecchia fabbrica di cucchiai di Bramall Lane, alla presenza di Pete Willis, Joe Elliott, Rick Savage e Tony Kenning, Clark dà prova di tutte le sue capacità, convincendo così i quattro di essere il chitarrista che stavano cercando.  In particolare, nella biografia Behind the Music, Joe Elliott ricorda che l'esecuzione più stupefacente di Clark, in quell'occasione, fu il classico Free Bird dei Lynyrd Skynyrd.
Il suo contributo alla causa dei Def Leppard fu subito determinante, sia sotto l'aspetto musicale che testuale, tanto che, alla minaccia di andarsene qualora la band avesse continuato a suonare unicamente in sala prove senza prospettive di un'attività live, Joe Elliott si attivò immediatamente per trovare un luogo adatto ad ospitare il concerto di debutto. La location ideale fu identificata nella Sheffield High School e, da lì in poi, iniziò la parabola ascendente del quintetto.
Benché il ruolo di chitarra solista fosse generalmente diviso equamente con il compagno Pete Willis, la maggior parte delle gemme dei Def Leppard è da attribuirsi alla genialità di Clark; fu soprattutto grazie ai suoi riffs incandescenti in Getcha Rocks Off e Ride into the Sun, brani contenuti nell'EP d'esordio, che la band riuscì ad ottenere rapidamente un contratto discografico. La magia proseguì anche nel primo album On Through the Night, in cui si distinguono Wasted, Rock Brigade e It Could Be You, e nel successivo lavoro High 'n' Dry, il cui culmine è rappresentato dal brano strumentale Switch 625 che sfocia dopo la fine di Bringin' On the Heartbreak.
Durante le registrazioni di Pyromania, terzo lavoro in studio dei Def Leppard, Pete Willis venne allontanato dalla band a causa dei suoi gravi problemi con l'alcool; al suo posto fu contattato il londinese Phil Collen, già chitarrista dei Girl. Elliott si premurò di fornire a Collen una registrazione di Stagefright, uno dei nuovi brani, affinché quest'ultimo potesse scriverne l'assolo di chitarra. Il giorno seguente, Collen si presentò con la propria parte e fu assunto. La nuova coppia di chitarristi, ottima per affiatamento e capacità di completarsi e sfidarsi continuamente, fu soprannominata "The Terror Twins", in omaggio ai Toxic Twins degli Aerosmith (Steven Tyler e Joe Perry). Nel corso degli anni, Collen migliorò sensibilmente il proprio stile di vita, abbandonando gli eccessi e abbracciando il vegetarianesimo; sfortunatamente, però, Steve non ne seguì l'esempio.
I membri dei Def Leppard vedevano in Steve un grande intrattenitore, sempre prodigo di sorprese, ma l'unico diversivo alla sua attività di musicista era rappresentato dalla bottiglia. Joe Elliott ricorda, ad esempio, che mentre i membri del gruppo si prendevano una pausa dalle registrazioni giocando a calcio, visitando le proprie famiglie o guardando un film, le uniche compagnie di Steve erano l'alcool e la chitarra. Tristemente famosa è, a tal proposito, una notte a Minneapolis in cui Clark fu trovato privo di conoscenza: gli esami rivelarono un livello di alcool nel sangue pari a 0.59, quasi il doppio di quello di John Bonham al momento della morte.
Alla fine degli anni '80, la dipendenza dall'alcool di Clark iniziò a danneggiare seriamente la sua carriera. Si presentava spesso ubriaco, tanto da rendere problematiche le session di registrazione di Hysteria: fu per questa ragione che Collen registrò la maggior parte degli assoli presenti nell'album e il ruolo di Clark risultò ben più marginale che in passato. Nonostante questo, la chitarra di Steve fu protagonista assoluta del tour mondiale che seguì la pubblicazione di Hysteria: memorabili furono, ad esempio, i riffs iniziali di Gods of War e Bringin' On the Heartbreak (con Phil Collen a dare manforte con la chitarra acustica). I membri della band ricordano che, sebbene Clark fosse inaffidabile come tutti gli alcolisti, egli era sempre pronto, e sobrio, quando si trattava di presentarsi ai concerti.
Musicalmente, Clark è ricordato soprattutto per i potenti riff che caratterizzano i primi quattro album dei Def Leppard: proprio questa sua capacità di scrivere giri tanto massicci quanto accattivanti gli valse il soprannome di "Riffmaster". I tratti distintivi del suo stile emergono con forza soprattutto in Wasted (da On Through the Night), Bringin' On the Heartbreak (da High 'n' Dry), Die Hard the Hunter (da Pyromania) e Gods of War (da Hysteria).
Prima della morte, egli partecipò alla stesura di metà dei brani che sarebbero poi finiti su Adrenalize.

### Morte
L'8 gennaio 1991, Clark fu trovato morto sul proprio divano da Janie Dean, la sua ragazza dell'epoca. L'autopsia motivò il decesso con una mistura di antidepressivi, antidolorifici (che il musicista stava assumendo a causa di un infortunio a una costola) e alcool. Non vi sono prove che si sia potuto trattare di suicidio.
Il tragico evento occorse mentre Clark stava vivendo un periodo di allontanamento forzato dal gruppo che, stremato dal fallimento di tutti gli altri tentativi, riteneva questo un male necessario per tentare di salvare il compagno. Subito dopo la morte, si diffusero le solite, infondate voci secondo le quali la causa del potenziale suicidio fosse stato l'allontanamento permanente di Clark dalla band. L'atteggiamento ambiguo, probabilmente motivato dal desiderio di voler vivere il proprio dolore in privato tenuto dal gruppo, non aiutò comunque a fugare tali teorie, che godono ancora di un qualche credito.
Steve, oggi, riposa al Wisewood Cemetary di Hillsbrough, vicino alla casa dove vive la sua famiglia.
La lotta di Clark contro il male che lo affliggeva è stata dettagliatamente descritta nel documentario Classic Albums: Def Leppard - Hysteria. I Tesla, gruppo spalla dei cinque di Sheffield durante il tour di Hysteria, dedicarono alla memoria di Clark un toccante brano intitolato Song & Emotion nel loro album Psychotic Supper del 1991.

## Equipaggiamento
Clark fu un buon collezionista di chitarre vintage, appassionato soprattutto delle Gibson d'annata. Nel suo equipaggiamento trovavano posto varie Gibson Les Paul, oltre ad una Gibson Firebird e addirittura una Gibson EDS-1275.